# Svelvik
Svelvik er en en tidligere kommune som fra 2020 blev sammenlagt med Drammen i det samtidigt oprettede Viken fylke i Norge. Den har et areal på 56 km², og en befolkning på 6.685 indbyggere (2019). Den grænser i nord til Drammen og i vest til Sande. Øst for Drammensfjorden ligger Røyken og Hurum.